# 总状丛菔
总状丛菔（学名：Solms-laubachia platycarpa），为十字花科丛菔属下的一个种。

## 扩展阅读
維基物種上的相關：总状丛菔